# Cassandre (graphiste)
Pour les articles homonymes, voir Cassandre (homonymie).
Cassandre, pseudonyme d'Adolphe Édouard Jean Marie Mouron, né le 24 janvier 1901 à Kharkov dans l'Empire Russe, et décédé le 17 juin 1968 à Paris, est un graphiste, affichiste, décorateur de théâtre, lithographe, peintre et typographe français.
Il est principalement connu pour ses affiches publicitaires pour les chemins de fer, comme l'Étoile du Nord, la boisson Dubonnet, le paquebot Normandie, et pour les caractères typographiques qu'il a créés dans les années 1930 comme le Bifur et le Peignot, et, tiré de sa retraite par Pierre Bergé, pour avoir dessiné le logo de la marque Yves Saint Laurent, en 1961.

## Biographie
Né en Ukraine de parents français,, après une enfance partagée entre la Russie et la France où il s'installe finalement en 1915, Adolphe Jean Marie Mouron fait un bref passage aux Beaux-Arts de Paris en 1918. Il y étudie la peinture et notamment l'impressionnisme, avant de rejoindre Lucien Simon à l'Académie Julian.
Il s'intéresse très tôt au Bauhaus, dont l'influence transparaît dans ses compositions. En 1922, devant s'assumer financièrement, il est embauché par le studio de création indépendant Hachard, où il réalise ses premiers travaux publicitaires (margarine Sacac, pâtes Garres), qu'il signe du pseudonyme de « Cassandre » en 1922 (parfois associé avec « Mouron » jusqu'en 1928).
Il ne voit initialement dans cette activité qu'un emploi alimentaire lui permettant de subsister en attendant de pouvoir vivre de sa peinture. Très lucide, il dira notamment : « La peinture est un but en soi. L'affiche n'est qu'un moyen de communication entre le commerçant et le public. » C'est la volonté de produire un message clair et facilement compréhensible qui l'amèneront à appliquer à ses visuels des conceptions empruntées à l'architecture et la géométrie. Le graphisme publicitaire, dont il deviendra un des maîtres incontestés, exerce une fascination croissante et il vient à y voir progressivement un moyen « de retrouver le contact perdu [de l'artiste peintre] avec un large public ».
En 1925, il est récompensé par le grand prix de l'Exposition internationale des arts décoratifs pour la création d'une publicité pour un magasin de meubles, Au Bûcheron (1923), qui assure sa notoriété. Cette consécration est également l'occasion de faire la rencontre de Charles Peignot de la Fonderie Deberny et Peignot.
En 1926, il fonde l’agence Alliance graphique. Il travaille notamment pour l'agence de publicité Damour, dans les années 1930, en compagnie de Leonetto Cappiello et d'Albert Chavepeyer, le peintre des Gilles de Binche, originaire de Châtelet (Hainaut, Belgique) et avec l'agence Wallace et Draeger.
Il s'installe aux États-Unis, où il collabore au magazine Harper's Bazaar en 1936-1937, remplaçant Erté, et en réalise de nombreuses couvertures.
Entre 1928 et 1937, Il collabore avec la Fonderie Deberny et Peignot, pour qui il crée les polices de caractères Bifur (1929), Acier Noir (1935) et Peignot (1937).
À partir des années 1940, il délaisse la publicité et devient créateur de décors de théâtre et revient à la peinture,.
En 1924, il épouse Madeleine Cauvet, la fille de l'industriel Max Richard dont il a un fils, Henri Mouron, avant de divorcer en 1946. Il se remarie en 1947 avec Nadine Robinson, dont il divorce en 1954. Il sombre progressivement dans la dépression et se suicide à Paris, le 17 juin 1968, après une première tentative l'année précédente. Il est enterré au Cimetière du Montparnasse (8e division).

## Analyse de l'œuvre
Cassandre est au fait de la recherche artistique de son époque et est particulièrement marqué par le cubisme et le purisme, ainsi que par le travail des photographes et des cinéastes. L'influence des futuristes italiens transparaît dans son œuvre à travers sa façon de rendre visuelles la vitesse et la modernité, en particulier dans les publicités pour le train ou les paquebots. Il se fait ainsi le chantre du progrès technique et son œuvre est en cela emblématique de l'époque.
Il définit sa manière comme « géométrique et monumentale ». Ces travaux exposent son style très identifiable reposant sur une simplification des formes et l'accentuation des perspectives, et ce pour souligner l'aspect très géométrique de ses sujets, en particulier sur les affiches pour les paquebots (voir son affiche spécialement créée pour le voyage inaugural du Normandie, remarquablement silhouetté de face, le 29 mai 1935). La typographie occupe une place décisive et fait partie intégrante de la composition.
Il est l'un des premiers à utiliser les lettres comme des éléments graphiques essentiels à la composition et à les traiter comme des surfaces. Il déclare notamment : « [...] l'affiche n'est pas un tableau. C'est avant toute chose un mot. C'est le mot qui commande, qui conditionne et qui anime toute la scène publicitaire. » C'est pourquoi il ne tarde pas à créer ses propres caractères, avant de dessiner des logotypes comme celui d'Yves Saint Laurent. Les polices utilisées sont quasiment exclusivement des capitales linéales (sans empattement) dont la simplicité permet le traitement modulaire et la construction géométrique quasi architecturale qu'il affectionne. Elles offrent en outre l'avantage de pouvoir être déformées tout en demeurant lisibles.
Les polices créées par Cassandre, Bifur, Acier Noir et Peignot, reposent sur des formes pures, réduites à l'essentiel tout en demeurant identifiables. Convaincu que les capitales romaines constituent la forme la plus pure et la plus noble de l'alphabet, il omet fréquemment de développer des bas-de-casse — qu'il considère comme une altération du modèle due aux contraintes de l'écriture manuscrite.
L'œuvre de Cassandre se distingue également par son travail sémantique. Dans le cadre de la campagne pour l'apéritif Dubonnet, il crée une succession d'images dont la légende fait apparaitre progressivement la marque et constitue le slogan, soutenu par l'illustration : « Dubo », un homme stylisé regarde un verre d'apéritif, seuls le verre, son bras et son visage sont en couleur, le reste est esquissé ; « Dubon », il le porte à sa bouche, la couleur se répand dans son corps) ; « Dubonnet », il se ressert et toute l'image est en couleur.
Le style de Cassandre associe la pureté des lignes à l'utilisation dramatique de la couleur notamment par des dégradés réalisés à l'aérographe, une technique qui se répand progressivement dans les années 1920.

## Citations
« L’affiche exige du peintre un complet renoncement. Il ne peut s’exprimer en elle ; le pourrait-il, il n’en aurait pas le droit. La peinture est un but en soi. L'affiche n'est qu'un moyen de communication entre le commerçant et le public, quelque chose comme le télégraphe. L'affichiste joue le rôle du télégraphiste : il n'émet pas de message, il les transmet. On ne lui demande pas son avis, on lui demande d'établir une communication claire, puissante, précise… Une affiche doit porter en elle la solution de trois problèmes : optique, graphique, poétique. »
— Cassandre in Notes, 1935.
« J'espérais trouver [dans l'industrie] cette vie que je ne pouvais plus rencontrer dans les cimetières des marchands de tableaux. »
[réf. nécessaire]
« Cassandre était le plus grand, le meilleur graphiste de son temps. La première chose que nous avons faite, avant même de réunir les fonds ou de trouver les collaborateurs, fut de le rencontrer. Il avait dessiné le sigle de Christian Dior, il était oublié. C'était en 1961. Il nous a fait une seule proposition, celle des initiales entrelacées ; la rencontre a eu lieu au restaurant Le Débarcadère, à Paris. »
— Pierre Bergé, cofondateur d'Yves Saint Laurent à propos de la création du logo du couturier au journal le monde en 2005
Blaise Cendrars dit de Cassandre qu'il est « le premier metteur en scène de la rue ».
Cassandre, en 1929 : « L'affiche n'est pas un tableau, c'est une machine à annoncer […] c'est avant toute chose un mot. »[réf. nécessaire]

## Œuvres
Tout au long des années 1920 et 1930, Cassandre créa de très nombreuses affiches et maquettes publicitaires qui ont marqué leur temps.
- 1923 : affiche publicitaire Au Bucheron, qui ouvre la voie à la modernité. Affiche primée en 1925, lors de l'Exposition internationale des arts décoratifs.
- 1925 : affiche L'Intrans, pour le quotidien L'Intransigeant.
- 1927 : affiche publicitaire de L'Étoile du Nord, grand prix de l'Affiche.
- 1931 : affiche L'Atlantique, pour le paquebot assurant la liaison avec l'Amérique du Sud.
- 1932 : affiche publicitaire de Dubo, Dubon, Dubonnet, dont le thème est encore quelquefois visible dans les tunnels du métro parisien.
- 1935 : affiche publicitaire du paquebot assurant la liaison entre l'Europe et l'Amérique du Nord, le Normandie, réalisée pour la Compagnie générale transatlantique.
- 1935 : affiche publicitaire pour les Vins Nicolas.
- 1935 : couverture du livre, Panorama de la pègre, de Blaise Cendrars, Grenoble, Benjamin Arthaud, 1935 ; 2e édition : 10/18, coll. « Grands Reporters », 1986  (ISBN 978-2264007605) .
- 1935 : Le spectacle est dans la rue, album d'affiches, Montrouge, Draeger Frères, avec une préface de Blaise Cendrars.

Une rétrospective de son travail a eu lieu à Paris au musée des Arts décoratifs en 1950.

## Expositions
- El espectáculo está en la calle - El cartel moderno francés : Paul Colin, Jean Carlu, Charles Loupot, Cassandre, Madrid, musée national centre d'art Reina Sofía, de novembre 2001 à janvier 2002[16].

## Typographie

Police de caractères Peignot.